# Eutrepsia secreta
Eutrepsia secreta är en fjärilsart som beskrevs av Walker 1864. Eutrepsia secreta ingår i släktet Eutrepsia och familjen mätare. Inga underarter finns listade i Catalogue of Life.